# Шевченківський парк (Полтава)
Шевченківський парк — парк-пам'ятка садово-паркового мистецтва місцевого значення в Україні. Розташований у центрі міста Полтава, на площі Конституції. 
Площа парку 3 гектарів. Статус присвоєно згідно з рішенням облвиконкому від 18.04.1964 року № 135 (як БППМЗ); від 22.11.1984 року № 453 (як ППСПММЗ). Перебуває у віданні КП «Декоративні культури» Полтавської міської ради. 
Статус присвоєно для збереження мальовничого парку, закладеного 1905 року. Зростає бл. 30 видів та різновидів дерев, зокрема ялина блакитна, дуб пірамідальний, ялівець, клен, також багато декоративних чагарників і квітів. 
У парку розташований пам'ятник Тарасові Шевченку (скульптор І. Кавалерідзе).
20 січня 2025 року був переіменований з Петровського на Шевченківський парк.

## Галерея

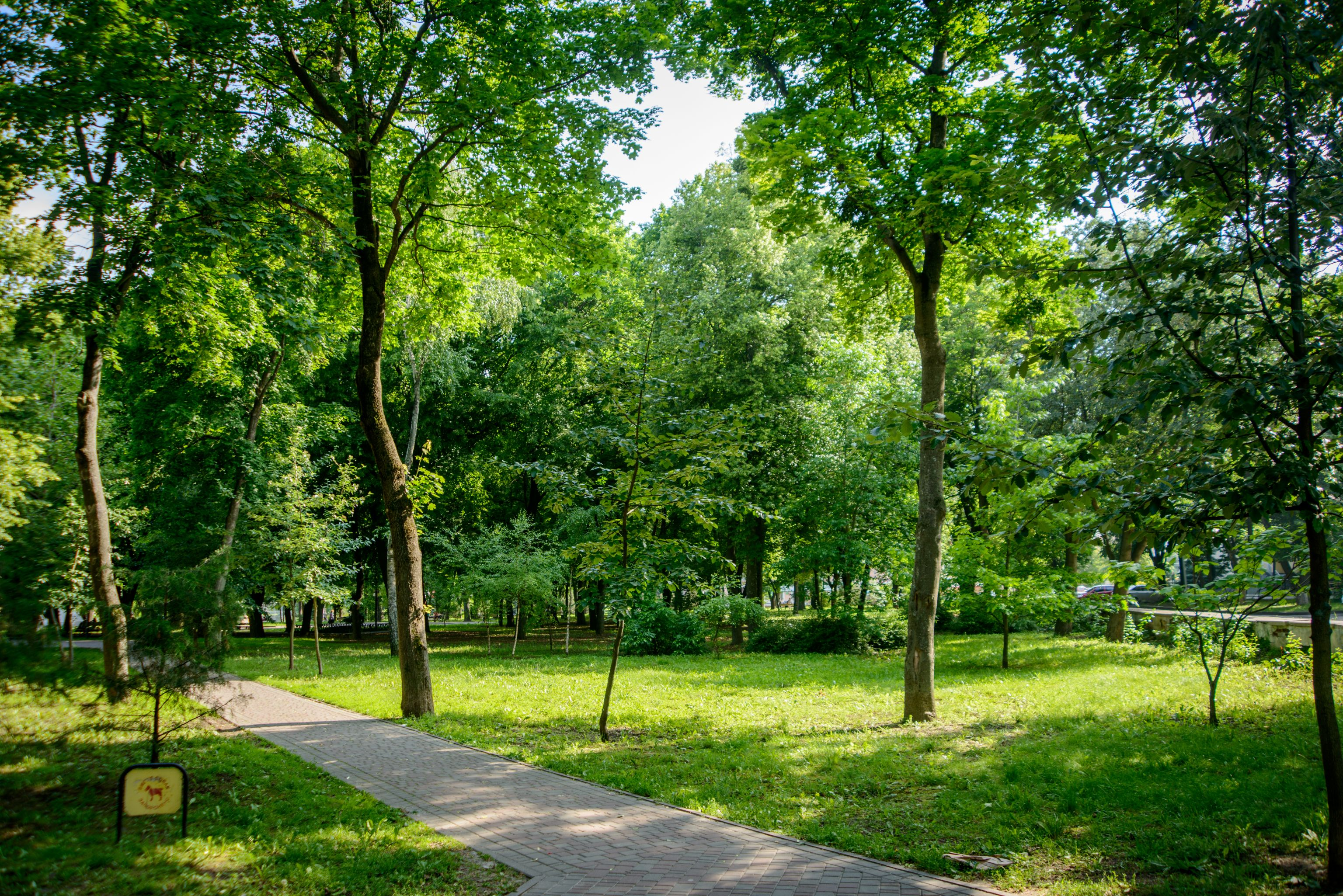
Алея в парку
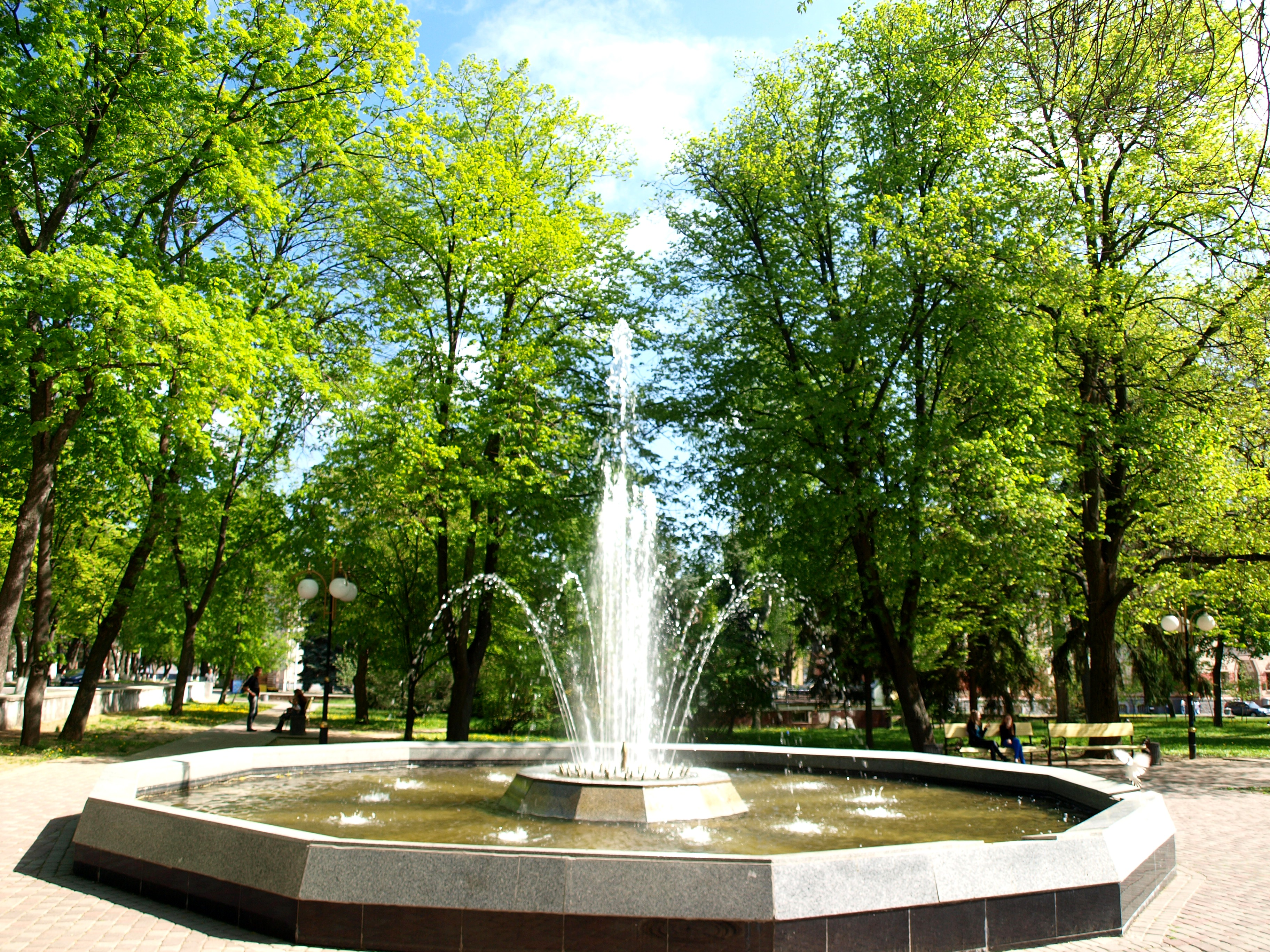
Фонтан
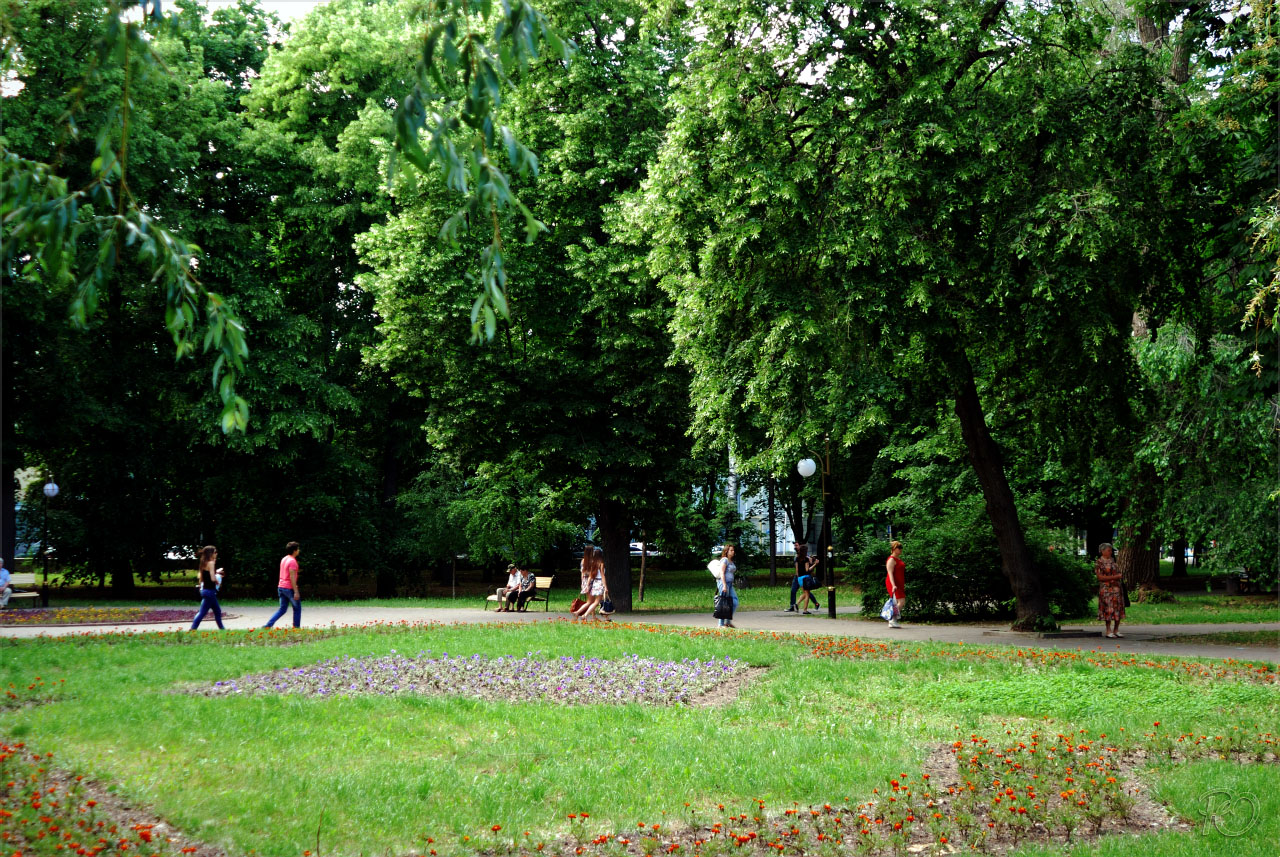
Квітники (біля пам'ятника Шевченку)
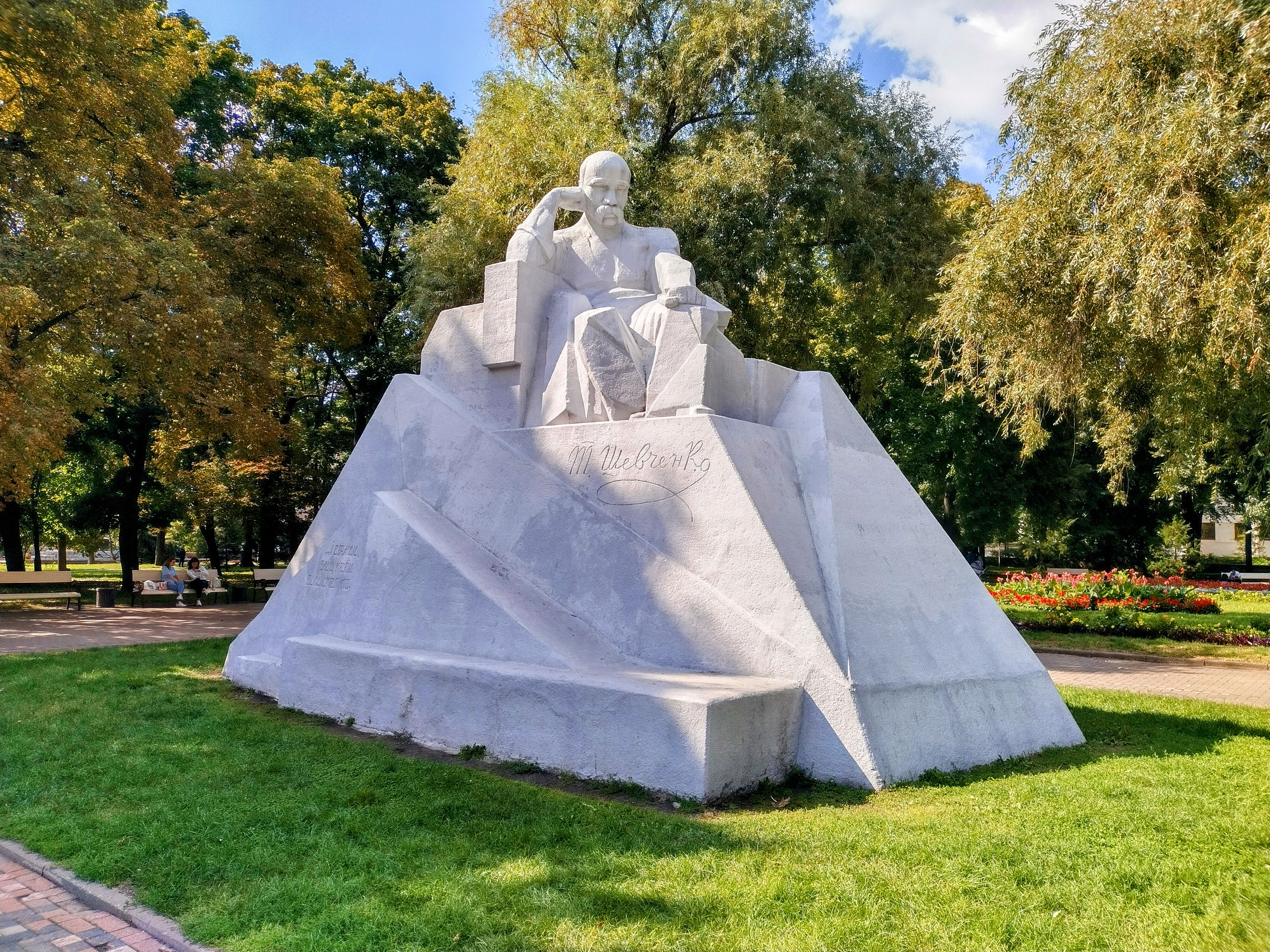
Пам'ятник Тарасу Шевченку